# Krieg und Frieden (Oper)
Krieg und Frieden ist eine von Sergei Prokofjew ab 1941 komponierte Oper in drei Akten. Das Libretto schrieb Prokofjew selbst; zusammen mit seiner späteren Ehefrau Mira Mendelson-Prokofjewa. Die Uraufführung des ersten Teils fand am 12. Juni 1946 in Leningrad statt. Die Oper beruht auf dem Tolstoi-Roman Krieg und Frieden.

## Hintergrund und Werkgeschichte
Prokofjew wandte sich, erschüttert durch den deutschen Überfall auf die Sowjetunion, einem großen Nationalwerk zu, dessen historischer Rahmen um den Angriff Napoleons vielerlei zeitgenössische Parallelen hatte. Ein thematischer Schmelztiegel war das Ergebnis, der mit der jugendlichen Natascha und dem greisen Kutusow symbolisch zwischen Frieden und Krieg balanciert und mit Andrei und Pierre, die in den Sog der patriotischen Vaterlandsverteidigung geraten, alles vor dem Hintergrund einer verstaubten, von Vorurteilen geplagten aristokratischen Gesellschaft.
Prokofjew begann die Arbeit an Krieg und Frieden unmittelbar mit dem Einfall deutscher Truppen in die Sowjetunion am 22. Juni 1941. Zusammen mit seiner späteren Frau verfasste er das Libretto und im Winter 1941/42 begann er mit der Komposition. Im Verlauf des Jahres 1943 wurde das Werk fertiggestellt, jedoch entspann sich eine breite öffentliche Diskussion, unter deren Druck Prokofjew die Oper immer wieder umarbeitete. Szenen wurden gestrichen, andere hinzugefügt. Eine vollständige Aufführung unterblieb. Durch einen Beschluss der KPdSU von 1948 war Prokofjew erneut gezwungen, Veränderungen vorzunehmen, an denen er bis zu seinem Tod 1953 arbeitete.

## Handlung

### Erster Akt
1. Bild: Fürst Andrei Bolkonski, der bei den Rostows zur Genesung weilt, belauscht in einer schwülen Mainacht ungewollt Natascha Rostow beim Singen und ihn erfasst eine tiefe Liebe.
2. Bild: Natascha besucht das erste Mal einen Ball, der Zar ist anwesend und bis zu seiner Abreise geht es steif zu, danach lockert sich die Gesellschaft auf. Pierre Besuchow fordert seinen Freund Andrei auf, mit Natascha zu tanzen, dieser träumt davon, dass Natascha seine Frau werden könnte. Er wird vom Grafen Rostow zu einem Besuch eingeladen.
3. Bild: Natascha und Andrei sind verlobt und sie besucht mit ihrem Vater den alten Fürsten Bolkonski in Moskau. Dieser erscheint zunächst nicht, weil er gegen die Heirat seines Sohnes mit einer Angehörigen des niederen Adels ist, später kommt er hinzu und beleidigt Natascha. Diese wird daraufhin von Andreis Schwester getröstet.
4. Bild: Helene Besuchow sorgt dafür, dass ihr Bruder, Anatol Kuragin, Natascha kennenlernt. Er gesteht ihr seine Liebe und will mit ihr fliehen, was Natascha in ein tiefes Dilemma treibt.
5. Bild: Anatol und sein Freund Dolochow schmieden einen Plan zur Entführung Nataschas, der Kutscher Balaga wird eingeweiht.
6. Bild: Natascha wartet im Haus der Achrossimowa auf Anatol, doch die Flucht scheitert durch Verrat. Pierre Besuchow unterrichtet die zusammengebrochene Natascha davon, dass Anatol bereits verheiratet ist und gesteht ihr seine Liebe.
7. Bild: Während einer Gesellschaft stellt Pierre Anatol zur Rede und fordert ihn auf, aus Moskau abzureisen. Er träumt davon, seinem alten Leben zu entsagen, da unterbricht Denissow ihn und verkündet den Aufmarsch von Napoleons Truppen.

### Zweiter Akt
1.Bild: Bei Borodino (Moskau) werden Schanzen errichtet, Andrei überwacht die Arbeiten und denkt derweil an Natascha. Pierre kommt hinzu und will der Schlacht beiwohnen. Nach der Ankunft Marschall Kutusows beginnt die Schlacht.
2.Bild: Napoleon beobachtet die Schlacht von seinem Hauptquartier. Entgegen dem erwarteten Sieg bestürzt der Schlachtverlauf ihn zutiefst.
3.Bild: Kutusow berät sich mit seinen Generälen und ordnet schließlich den Rückzug an.

### Dritter Akt
1.Bild: Die Franzosen plündern Moskau. Einige Bewohner zünden ihre Häuser an. Auch Pierre gehört zu den Brandstiftern und soll erschossen werden. Er entgeht knapp der Hinrichtung und schließt sich dem einfachen Soldaten Platon Karatajew an. Napoleon bewundert die Entschlossenheit der Moskauer Bevölkerung.
2.Bild: Andrei ist verwundet. Im Fieberwahn träumt er von Natascha, die durch einen Zufall auf ihn trifft. Er stirbt in ihren Armen.
3.Bild: Die zurückmarschierenden Franzosen wollen ihre Gefangenen, darunter Pierre, exekutieren, doch ein Angriff von Partisanen rettet sie. Denissow erzählt Pierre, dass Andrei und Helene gestorben seien, Natascha aber lebe. Kutusow verkündet dem jubelnden Volk den Sieg.